# Louise Marzin
Pour les articles homonymes, voir Marzin.

a Compétitions nationales et continentales officielles uniquement.

Dernière mise à jour le 15 juin 2023.
Louise Marzin est une joueuse française de rugby à XV évoluant au poste de troisième ligne aile au Stade bordelais.

## Biographie
Après avoir fait ses premières armes dans divers clubs girondins (le RC Cubzaguais de 2007 à 2010 puis l'Entente SP Bruges Blanquefort), Louise Marzin intègre en 2014 l'effectif du Stade bordelais.
Avec les Lionnes du Stade bordelais elle remporte le Championnat de France Élite 1 2022-2023 : elle participe notamment à la finale victorieuse des Lionnes contre le club de Blagnac rugby féminin le 10 juin 2023, qui clôt une saison de douze victoires en treize matchs. Elle met fin à sa carrière sportive de haut niveau sur ce résultat. 
Parallèlement à sa carrière sportive, son activité professionnelle est tournée vers l'œnologie et la viticulture[source insuffisante]. 

## Palmarès

### En club
- Vainqueur du Championnat de France féminin en 2023 avec le Stade bordelais.